# Església del Salvador de Speti
L'església del Salvador de Speti (en georgià: სპეთის მაცხოვრის სახელობის ეკლესია) és una església ortodoxa georgiana del segle xi situada a la regió d'Imerècia, a Geòrgia. És una església amb planta de saló d'una nau, i la seva característica més recognoscible és un iconòstasi medieval fet d'alabastre i estuc. L'església està inscrita en la llista dels Monuments Culturals destacats de Geòrgia.

## Història
L'església es troba a la muntanya del bosc Kvirike, a prop del poble de Speti, a la vall del riu Qvirila, a 16 km a l'est de la ciutat de Sachkhere, al districte de Sachjere, a la regió d'Imerècia. Se la coneix comunament com l'església Superior del Salvador (ზედამაცხოვარი), per distingir-la de la seva homònima església medieval «inferior», situada al poble. L'església estava mig arruïnada quan Ekvtime Taqaishvili la va visitar el 1920. Va ser reparada de manera substancial el 1938.

## Descripció
L'església va ser construïda amb grans lloses de gres tallades. És una petita església de planta de saló d'una única nau, amb un absis semicircular inscrit en el rectangle exterior. La construcció de l'absis principal és similar al de l'església d'Ekhvevi. Hi ha una finestra al sud i una altra a l'oest, però la seva ornamentació tallada està danyada. A ambdós costats de la finestra est es veuen rastres tot just discernibles de dues inscripcions medievals en asomtavruli.

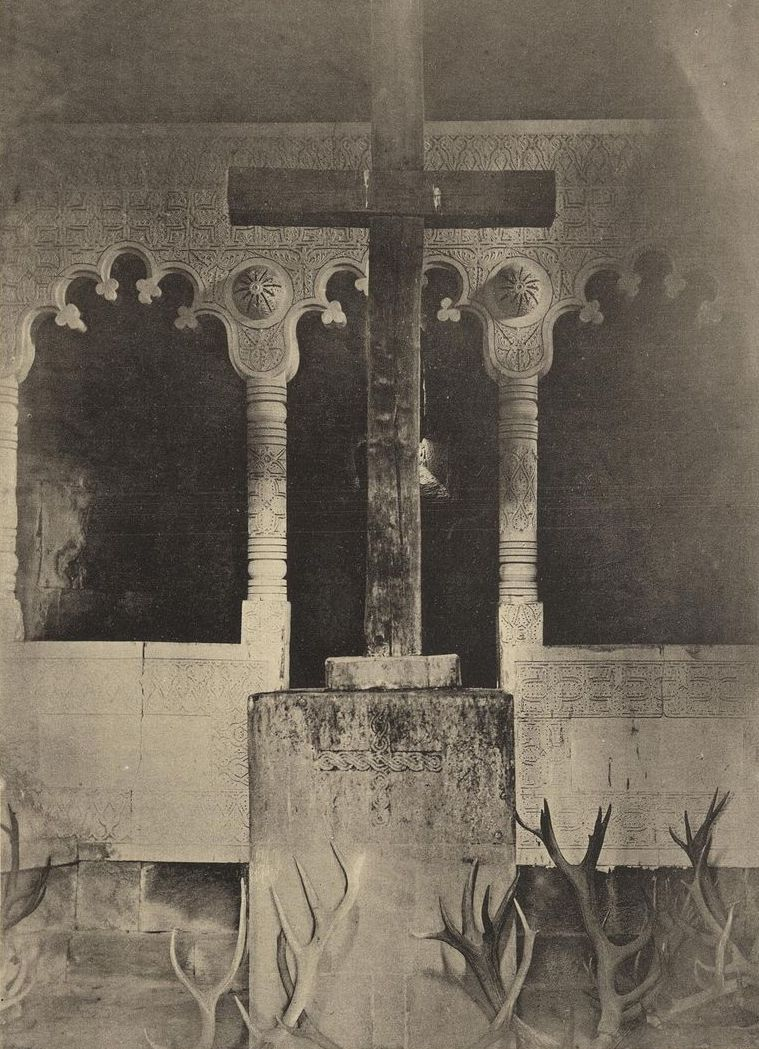
L'iconòstasi de Speti amb una creu de fusta i banyes de cérvols al front. Publicat el 1898

L'interior està cobert per una volta de canó, en tres arcs de suport, i la paret està dividida longitudinalment en arcades laterals. Sota n'hi ha un petit nínxol en cada costat de l'absis, mentre que més amunt hi ha grans buits que, a l'est, s'obren cap a fora en obertures circulars, amb gravats. Aquests buits corresponen a la pròtesi i al diacònicon. L'església ha conservat el seu alt iconòstasi, contemporani seu, i ha estat traslladat al Museu Nacional de Geòrgia a Tbilisi per preservar-lo en un lloc segur. Cobert amb ornaments d'herba, els seus colors s'han esvaït a causa de la humitat. L'iconòstasi està construït amb estuc d'alabastre i consta de tres arcs i quatre pilars, amb una porta reial al mig. Enfront, a la vora de la porta reial, sobre un pedestal rectangular de pedra, s'alça una enorme creu de fusta, en altre temps coberta amb làmines de plata, però actualment nua. L'església va ser molt venerada pels caçadors i les banyes de molts cérvols acostumaven a mostrar-se a l'edifici.